# Торисмунд
Торисмунд (Торисмонд; убит в 453 году) — король вестготов в 451—453 годы из династии Балтов.

## Биография

### Участие в битве на Каталаунских полях
Торисмунд был старшим сыном короля Теодориха I. Вместе со своим отцом Теодорихом I и братом Теодорихом II он участвовал в битве на Каталаунских полях с полчищами Аттилы 15 июля 451 года и даже был ранен в голову в этом сражении. После гибели Теодориха на поле боя вестготское войско провозгласило королём Торисмунда. Существует предание, что Торисмунд порывался отомстить за смерть отца, но Аэций удержал его от нападения на лагерь Аттилы, опасаясь, чтобы истребление гуннов не сделало вестготского короля полным хозяином в Римской империи. По совету Аэция Торисмунд поспешил в Тулузу, чтобы помешать своим братьям захватить власть. То, что подобные опасения не были измышлением римского полководца, подтверждает убийство Торисмунда в 453 году. Отход вестготов позволил Аэцию дать побеждённым гуннам уйти.

### Характеристика Торисмунда
Иордан и Исидор Севильский оставили две прямо противоположные характеристики Торисмунда. Так, по мнению Иордана, изложенному в труде «О происхождении и деяниях гетов», он был «настолько умерен, что ни у кого не появилось и в мыслях начать борьбу за наследование». Исидор Севильский же описывает его как вспыльчивого и несправедливого правителя, сотворившего «много дурного» и возбудившего против себя враждебность. При этом оба историка не были современниками Торисмунда, поэтому неизвестно, чьё описание более достоверно.

### Завоевательная политика
Подобно отцу, Торисмунд преследовал политику завоевания. Когда в 452 году Аэций отражал возобновившиеся нападения гуннов на Италию, Торисмунд выступил против аланов, союзников Рима, обосновавшихся в районе среднего течения Луары и подчинил себе область вокруг Орлеана. Это нападение было антиримской акцией по своей сути, так как аланы были римскими федератами, поселёнными в Орлеане. Его целью было отрезать Арморику от остальной Галлии. Однако победа над орлеанскими аланами не была окончательной, с ними пришлось иметь дело ещё франкам Хильдерика I. Это событие показывает, что за последние годы власть вестготов распространилась на север, так как эти земли не граничили с территориями, которыми вестготы владели по договору 418 года.
Затем Торисмунд заинтересовался Арлем, который занимал важное место и в планах его отца. Возможно, сначала Торисмунд собирался продолжить ту же политику, которую пытался проводить и его отец в первое десятилетие своего правления, — политику, направленную на захват плодородной долины Роны, принадлежавшей римлянам. Однако, по словам Сидония Аполлинария, префекту претория Галлии Тонантию Ферреолу с помощью дипломатии — он будто бы пригласил короля на званый пир и, вероятно, подарил ему тяжёлое блюдо, украшенное драгоценными камнями, — удалось отговорить его от намерений захватить город.

### Убийство Торисмунда
После двух лет правления Торисмунда среди готов против него возник заговор, душой которого были братья короля Теодорих II и Фридерих, опиравшиеся на римскую партию и на тех готов, которые не участвовали в избрании Торисмунда. Братья считали, что действия Торисмунда угрожают мирному сосуществованию с Римом; Сидоний Аполлинарий назвал его самым безумным (или необузданным) королём Готии (отношения между римлянами и вестготами с 439 года, когда Теодорих I вернулся к договору 418 года, оставались вполне дружественными).
Когда Торисмунд разгромил аланов, федератов Рима в центральной Галлии, и готовился напасть на Арль, были сделаны попытки убедить его отказаться от такой политики, но все они оказались безуспешными.
На третий год царствования, в 453 году Торисмунд заболел и, когда ему выпускали кровь из вены, был убит, потому что некий Аскальк, его клиент, враждебный ему, убрал у больного его оружие. Однако, прежде чем умереть, при помощи одной руки, которая оставалась у него свободной, Торисмунд схватил скамейку и убил несколько человек, покушавшихся на него.
Торисмунд правил 3 года (по другим сведениям, 1 год; Сарагосская хроника, отводит Торисмунду 6 лет правления, включая сюда и период соправительства Теодориха I и Торисмунда). Убит он был по причине, противоположной той, по которой были убиты Атаульф и Сигерик. Они погибли, потому что желали договориться с Римом, а Торисмунд — из-за своей враждебности к Римской империи.